# Lugonjo
 (mars 2021).
Lugonjo est une ville ougandaise située dans le district de Wakiso près d'Entebbe.